# J-PARC
J-PARC（ジェイパーク、Japan Proton Accelerator Research Complex）は、大強度陽子加速器施設である。高エネルギー加速器研究機構と日本原子力研究開発機構による共同プロジェクトで茨城県の原子力科学研究所内に位置する。3つの加速器からなる。
2007年度にファーストビームを発生、2008年12月より供用を開始した。

## 施設概要
所在地

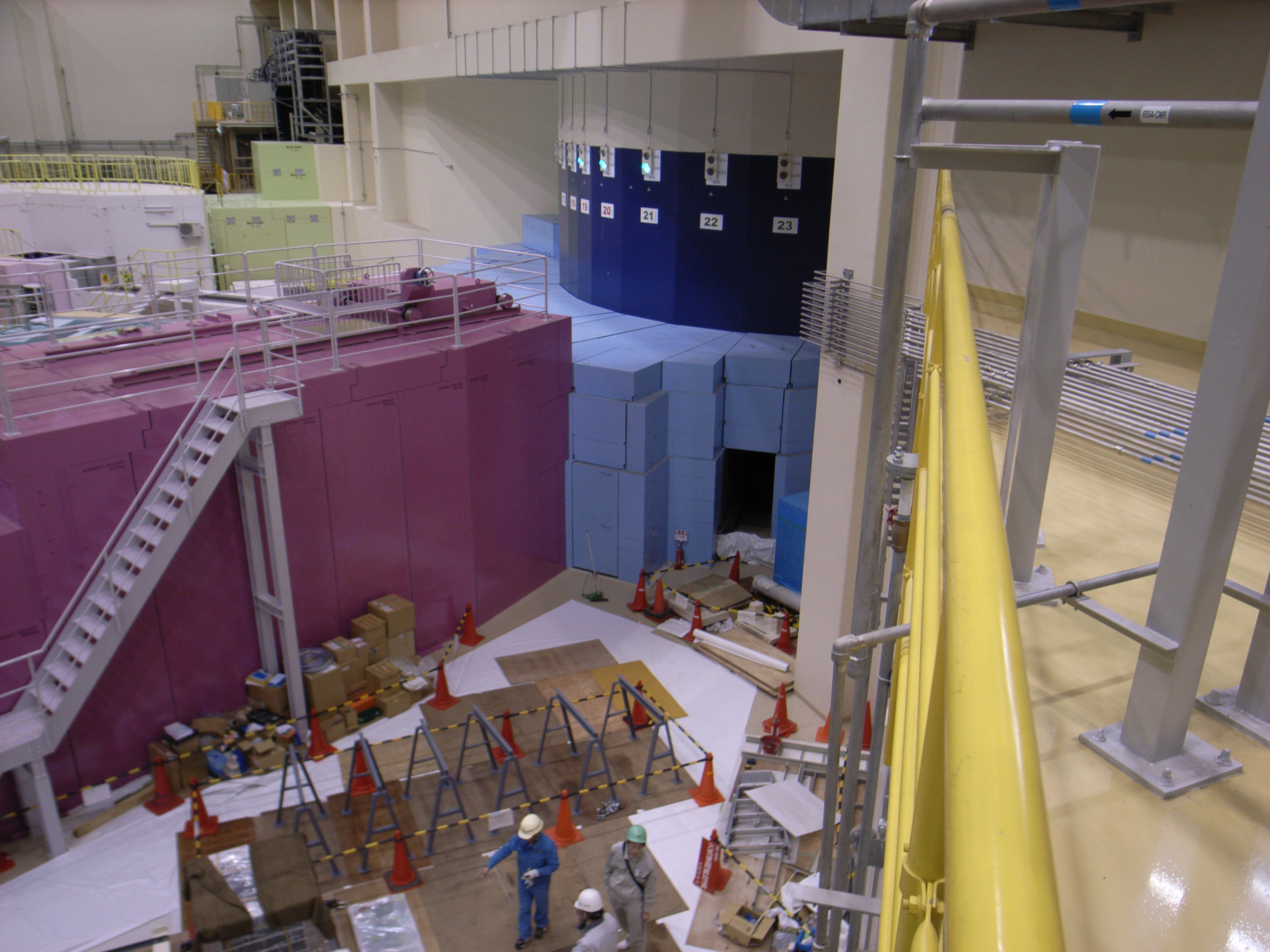
J-PARC中性子施設

茨城県那珂郡東海村大字白方2番地4 日本原子力研究開発機構  原子力科学研究所 
施設
J-PARC は３つの加速器と３つの実験施設からなる。
- 常伝導・超伝導線形加速器 (Linac（リニアック）)
  - 全長約330 m。
  - 400 MeV まで加速した負水素ビームを、RCSに供給する。 [3]
- 3GeV 陽子シンクロトロン(Rapid Cycling Synchrotron: RCS)
  - 周長348.333 m。
  - Linacから受け取った400 MeVの負水素イオンを陽子に変えてから、RCSリング内を周回させる。
  - 3 GeVまで陽子を加速し、MRやMLFに陽子ビームを40ミリ秒に1回の頻度で供給する。[3]
- 50GeV 陽子シンクロトロン(Main Ring: MR)
  - 周長1,567.5 m。
  - RCSから供給された3 GeVの陽子を1.4秒間で30GeVまで加速し、ハドロン実験施設やニュートリノ実験施設に陽子ビームを供給する。[3]

実験施設として、物質生命科学実験施設（MLF）、原子核素粒子実験施設（ハドロン実験施設）、ニュートリノ実験施設が建設され、2009年4月までに全施設でのビーム発生を確認された。大学共同利用での実験等に供されている。
- MLFは特定先端大型研究施設の共用の促進に関する法律に云う特定中性子線施設であり、 総合科学研究機構が5つのビームラインの利用審査等を行っている。[5]
- MLFでは、RCSから受け取った陽子ビームを用いて、中性子源、およびミュオン源が稼働している。
  - 中性子源から放出される中性子ビームを利用するための23本のビームラインを備えている。材料やタンパク質の構造・機能解析などが行われている。[6][7]
    - 物質・生命科学実験施設（MLF）に世界初のパルス中性子イメージング専用装置であるエネルギー分析型中性子イメージング装置「螺鈿」が建設された[8]。
    - 同種の中性子実験施設として、米国 Spallation Neutron Source (SNS)（英語版） が構築中であり、J-PARCと競っている。

  - ミュオン源から放出されるミュオンビームを利用するための3本のビームラインを備えている。ミュオンスピン回転を用いた超伝導や磁性材料の研究、電池材料や水素貯蔵材料の基礎研究等が行われている。[6][9]
- ハドロン実験施設では、MRの陽子ビームを用いて生成したπ中間子・K中間子ビームや、MRの陽子ビームを用いた、原子核・素粒子物理実験が行われている[10]。
- ニュートリノ実験施設では、MRの陽子ビームを用いて生成したニュートリノを用いた、スーパーカミオカンデと連携した素粒子（ニュートリノ）物理実験T2Kなどが進行中である。

- ADS（核変換実験施設）についても計画中であり、放射性廃棄物の消滅処理に向けた基礎研究を目指している。
- 建設費に約1,500億円投じられた。現在、施設全体の運転・維持管理に年間およそ130億円が支出されている。

## 進展状況
- 2010年2月24日: J-PARC加速器から発射したニュートリノをスーパーカミオカンデにて初検出に成功した[11]。
- 2009年11月22日: T2K実験前置ニュートリノ検出器でニュートリノの初観測に成功した[12]。
- 2009年4月23日: J-PARCニュートリノ実験施設でニュートリノビームの生成を開始した[13]。
- 2009年1月27日: J-PARC 50GeVシンクロトロンでの30GeV陽子ビーム加速とハドロン実験施設への入射に成功した[14]。
- 2008年12月23日: J-PARC 50GeVシンクロトロンで周回陽子ビームを30GeVのエネルギーまで加速させダンプへ取り出すことに成功した[15]。
- 2008年5月22日: J-PARC 50GeVシンクロトロンへの3GeV陽子ビームの入射及び周回に成功した[16]。
- 2007年10月31日: J-PARC 3GeVシンクロトロンで3GeVのエネルギーまで陽子ビームを加速させることに成功した[17]。
- 2007年10月26日: J-PARC 3GeVシンクロトロンへのビーム入射及び周回に成功した[18]。
- 2007年1月24日: J-PARCリニアック（初段加速器）で負イオン化した水素ビームを所期の加速エネルギー目標値181MeVまで加速させることに成功した[19]。

## 事故
2013年5月23日11時55分、ハドロン実験施設において、装置の誤作動により放射性物質が漏れる事故が発生、作業していた研究者6人の被曝が確認され、施設外にも漏洩した。24日22時40分になって関係機関への通報がなされた。25日に茨城県と東海村、水戸市、日立市など7市町村が立ち入り調査を実施、構造上の不備を指摘し対応の遅さを批判した。